# Патологическая анатомия твёрдых тканей зуба
Патологические процессы в твёрдых тканях зуба традиционно подразделяются на две группы — кариес и некариозные поражения.

## Кариес (caries)
Ка́риес — аутоинфекционное заболевание с ведущими местными изменениями в твёрдых тканях зуба в виде их прогрессирующей деструкции.
Отличительные особенности кариеса:
1. Этиологическая роль собственной микрофлоры организма (кариес как аутоинфекция).
2. Нозологическая самостоятельность кариеса (кариес как заболевание) позволяет рассматривать его как общее страдание организма, при котором возможны, в частности, экстрафациальные осложнения (неспецифический миокардит, хрониосепсис).
3. Прогрессирующее разрушение твёрдых тканей зуба с последующим формированием полости как ведущее местное изменение.

### Этиология термина «кариес»
Термин «кариес» происходит от латинского caries, ei f — гниль. Ранее он употреблялся для обозначения прогрессирующего разрушения не только твёрдых тканей зуба (кариес зубов), но и костной ткани (кариес кости).
Кариес кости в отечественной медицине назывался также сухой костоедой, протекающей без нагноения, по типу лакунарного рассасывания костного вещества с последующим замещением его грануляционной тканью (рарифицирующий остит). Этот процесс возникает как при неспецифическом, так и при специфическом (туберкулёз, сифилис, актиномикоз) воспалении. Различали периферический и центральный кариес кости. Периферический кариес начинался поверхностно, субпериостально, центральный — субэндостально. Кость при этом становилась мягкая, ломкая, легко резалась ножом.
В настоящее время термин кариес используется только по отношению к патологическому процессу в твёрдых тканях зуба.

### Эпидемиология кариеса
Кариес является одним из самых распространённых заболеваний человека. Им поражено практически всё население планеты. Развивается кариес преимущественно у детей и подростков, его частота не зависит от половой принадлежности. Не выявлено достоверных отличий интенсивности кариеса среди городского и сельского населения.
Географическое распространение кариеса зависит прежде всего от содержания фтора в питьевой воде. В регионах с высокой концентрацией фтора заболеваемость кариесом ниже (например, центральные районы России). И, наоборот, низкое содержание соединений фтора ассоциировано с высокой заболеваемостью кариесом (Дальний Восток, Северный Кавказ, Северо-Западный регион).
Не менее важным эпидемиологическим фактором для развития кариеса является характер питания, а именно высокий удельный вес в рационе легкоусваиваемых углеводов. Общеизвестный факт снижения заболеваемости кариесом в Европе в годы Второй мировой войны объясняют прежде всего уменьшением потребления углеводов.
Распространённость кариеса выражается процентом лиц, имеющих кариозные, пломбрированные и удалённые зубы (КПУ). Общая сумма таких зубов в расчёте на одного обследованного в изученной группе составляет показатель интенсивности кариеса. В России распространённость кариеса молочных зубов 73%, средняя интенсивность кариеса временных зубов — 4,76. Распространённость кариеса постоянных зубов — 22% в возрасте 6 лет и 99% у лиц в возрасте 65 лет.
ВОЗ предложено 5 уровней интенсивности кариеса в зависимости от индекса КПУ для возраста 12 лет:
1. Очень низкая интенсивность (0—1,1)
2. Низкая интенсивность (1,2—2,6)
3. Средняя интенсивность (2,7—4,4)
4. Высокая интенсивность (4,5—6,5)
5. Очень высокая интенсивность (6,6 и выше).

В России районов с очень низкой интенсивностью кариеса не выявлено.

### Этиология кариеса
Кариес — аутоинфекционное заболевание, вызываемое различными микроорганизмами полости рта (кариесогенная микрофлора), прежде всего бактериями.
Медицинская этиология изучает не только причины патологических процессов, но и условия их реализации. Под причиной понимается фактор, без участия которого патологический процесс становится невозможен при любых комбинациях даже самых благоприятных условий. Условие — патогенный фактор, самостоятельно не вызывающий данного процесса, но способствующий его развитию. К сожалению, нередко в литературе, посвящённой фундаментальным аспектам учения о кариесе причина и условия развития кариозного процесса не дифференцируются, в результате чего кариес неоправданно предстаёт в качестве полиэтиологического заболевания.
Кариес коронковой эмали. Ведущее значение имеют (1) оральные стрептококки (прежде всего S. mutans) и (2) лактобациллы (род Lactobacillus).
Кариес дентина. С кариесом дентина ассоциированы (1) актиномицеты (род Actinomyces), (2) лактобациллы и в меньшей степени (3) стрептококки.
Кариес пришеечной эмали и цемента. Основную роль играют (1) актиномицеты и (2) нитевидные бактерии (филаменты). К последним относят бактерии Leptotrychia buccalis (единственный вид рода Leptotrychia) и Corynebacterium matruchotii (Bacterionema matruchotii).
Кариесогенная микрофлора локализована в зубном налёте (над- и поддесневом): в наддесневом преобладают аэробы (стрептококки), в поддесневом, заполняющем десневые бороздки, — анаэробы (фузобактерии, трепонемы, актиномицеты, бактероиды, капноцитофаги, вейлонеллы и др.). У большинства людей в мягком наддесневом зубном налёте на долю стрептококков (S. mutans, S. sanguis, S. mitis, S. salivarius) и энтерококков (E. faecalis) приходится более 50% микроорганизмов.
Неопровержимые доказательства этиологической роли микроорганизмов в возникновении кариеса получены гнотобиологией (гнотобиология изучает многоклеточные организмы, живущие с момента рождения в безмикробной среде, в стерильных условиях; таких животных называют гнотобионтами). У гнотобионтов, длительное время содержавшихся на кариесогенной диете, кариозный процесс возникает только тогда, когда в пищу вносится микрофлора полости рта (Orlander et al., 1954). Кроме того, убедительным подтверждением инфекционной природы кариеса служит доказанная возможность противокариозной иммунизации.
Таким образом, этиологическим фактором при кариесе является только инфект. Все остальные факторы, способствующие развитию кариеса, должны рассматриваться как условия реализации действия причинного патогена. Классические локалистические теории развития кариеса (паразитарная и химическая), по существу, представляют собой единую систему взглядов: микроорганизмы полости рта в процессе брожения образуют органические кислоты, вымывающие минеральные вещества из твёрдых тканей зуба, в результате чего «обнажается» их органическая матрица, которая разрушается опять-таки под влиянием микроорганизмов.

#### Особенности кариесогенной микрофлоры
Можно выделить качественную и количественную особенности кариесогенной микрофлоры полости рта. Качественная особенность заключается в формировании дисбиоза, количественная — в увеличении общей массы микроорганизмов, происходящей в особой среде концентрации (зубной бляшке).
1. Дисбиоз (дисбактериоз) полости рта. Полость рта представляет собой сложный биоценоз с наибольшим видовым разнообразием микроорганизмов (бактерий, грибов и простейших). Это микробное сообщество формировалось на протяжении длительной эволюции человека. Микрофлора полости рта — результат тысячелетнего приспособления к определённой диете и в целом к определённому пищевому поведению. Изменение характера диеты и пищевых пристрастий человека, особенно заметное на протяжении последнего столетия, вызвало и изменение состава микрофлоры полости рта. В первую очередь это относится к увеличению доли легкоусваиваемых углеводов (моно- и дисахаридов) в пище. Важно, что подобное смещение акцентов в пищевом поведении начинается в детском возрасте. Развитие пищевой промышленности сопровождается ростом ассортимента рафинированных продуктов, также не являющихся естественными в пищевом пейзаже.
Изменения, возникающие в структуре микробных ассоциаций макроорганизмов, называют дисбиозом (дисбактериоз — частный случай дисбиоза по отношению к бактериям). Кариес — это результат дисбиоза полости рта, вызванного изменением характера пищи, своеобразная микроэкологическая катастрофа.
Так, α- и γ-стрептококки (основные нормальные обитатели полости рта) как представители резидентной (постоянной) флоры препятствуют размножению и закреплению случайно попавших сюда микроорганизмов (представителей транзиторной флоры, например, кишечных бактерий). Доля лактобацилл в полости рта в нормальных условиях незначительна, однако при закислении среды (этому способствуют легкоусваиваемые углеводы, а также развившийся кариозный процесс) количество лактобацилл резко возрастает, что является одним из проявлений дисбиоза. Но наиболее важной особенностью дисбиоза полости рта является изменение в составе популяции оральных стрептококков. При поступлении с пищей легкоусваиваемых углеводов, прежде всего сахарозы, преимущество получают те из них, которые активно метаболизируют углеводы и образуют органические кислоты (особенно S. mutans).
2. Зубная бляшка. Количественной особенностью кариесогенной микрофлоры является её концентрация. Среда концентрации — зубная бляшка (мягкий зубной налёт) интимно связана с поверхностью зуба. Основу бляшки составляют микроорганизмы, фиксированные на полисахаридной основе (строме, матриксе), в различной степени пропитанной минеральными веществами. Зубная бляшка представляет собой результат видоизменения пелликулы под влиянием размножающихся в ней микроорганизмов.
Выделяют три стадии формирования зубного налёта:
- Адгезия (фиксация) микроорганизмов к пелликуле
- Образование основы
- Активное размножение микроорганизмов с накоплением продуктов их жизнедеятельности.

Различают (1) наддесневую (вокруг шейки зуба), (2) поддесневую (в десневой бороздке и её патологических аналогах) зубную бляшку, а также (3) зубной налёт, образующийся в фиссурах на жевательной поверхности моляров и премоляров (фуссуральный налёт). В ротовой полости микроорганизмы распределены неравномерно. Основные места локализации микробной флоры — слюна, спинка языка и зубная бляшка. Облигатные анаэробы обнаруживаются только в поддесневом налёте, аэробные виды — в наддесневом и фиссуральном налёте. Максимальная концентрация микроорганизмов в 1 мл слюны здорового человека соответствует 10 7 микробных тел для аэробов и 10 8 — для анаэробов, тогда как в зубной бляшке на 1 г её массы приходится 10 11 микробных тел, т.е. в 1000 раз больше.
Гиперминерализованная зубная бляшка носит название зубной камень. Накопление бактерий на поверхности образующегося зубного камня способствует его росту. Зубной камень значительно сложнее удалить с поверхности зуба, чем мягкий налёт.
Таким образом, качественное изменение микробного пейзажа полости рта (дисбиоз — преобладание кариесогенных видов) и увеличение концентрации микроорганизмов, связанное с образованием зубной бляшки, приводят к развитию кариеса.

#### Условия развития кариеса
В целом условия, способствующие развитию кариеса, можно разделить на местные (характер пищи, состояние твёрдых тканей зуба, состав слюны) и общие (наследственность, возраст, состояние общей резистентности, эндокринные расстройства).
Наиболее важными из них являются следующие:
1. Кариесогенная диета (особенно, присутствие сахарозы).
2. Недостаточность антимикробного действия слюны.
3. Гипоминерализация твёрдых тканей зуба (это характерно для детского возраста; дефицита паротина, диоксихолекальциферола).
4. Повышенная растворимость минералов в твёрдых тканях зуба (результат дефицита фтора).
5. Иммунодефицитные состояния (первичные или вторичные).

I. Кариесогенная диета
Кариесогенная диета характеризуется следующими признаками:
1. Наличие рафинированных и легкоусваиваемых продуктов. Общепризнано кариесогенное действие сахарозы. Её употребление рассматривают как одно из обязательных условий возникновения кариеса. Для развития кариеса важно не столько количество употребляемых углеводов, сколько длительность пребывания их в полости рта и частота приёма. В эксперименте показано, что при непосредственном введении кариесогенного рациона в желудок у крыс, кариес не возникал. Если крысы съедали его сами, у них формировался кариес. Интенсивное поражение кариесом отмечается у людей, употребляющих сладости в промежутках между едой.
2. Низкая жёсткость пищи. Недостаточная жёсткость пищи снижает эффективность механического очищения зубов (абразивное действие пищи) в процессе жевания и способствует формированию зубного налёта. Низкая жёсткость обусловлена широким распространением в настоящее время интенсивной кулинарной обработки, а также использованием рафинированных продуктов.
3. Дисбаланс витаминов, макро- и микроэлементов в рационе. Некоторые микроэлементы, содержащиеся в пище, прежде всего селен, обладают выраженным кариесогенным действием. Кариесогенный эффект селена объясняется его антиоксидантными свойствами. Соединения селена и другие антиоксиданты блокируют кислород-зависимые бактерицидные механизмы, реализуемые, в частности, нейтрофильными гранулоцитами слюны, и тем самым резко снижают антимикробный потенциал ротовой жидкости. Кариесогенный эффект также отмечен у соединений ванадия и молибдена. Кариесу способствует пища, бедная кальцием и фосфором.
II. Недостаточность антимикробного действия ротовой жидкости
Слюна — естественный регулятор стабильности микробного биоценоза полости рта. Она обладает выраженными бактерио-, мико- и протозоа-статическими свойствами.
Основными антимикробными факторами слюны являются следующие:
1. Механическое смывание микроорганизмов с поверхности зубов и слизистой оболочки с их последующим проглатыванием и поступлением в бактерицидную среду желудка.
2. Неспецифические гуморальные факторы антимикробной защиты — лизоцим (мурамидаза), лактоферрин и др. (секретируются нейтрофильными гранулоцитами).
3. Специфические гуморальные антимикробные факторы — иммуноглобулины класса А (прежде всего они являются опсонинами и агглютининами, соответственно покрывая поверхность и склеивая между собой микробные клетки, а также препятствуя их фиксации к поверхности зубов).
4. Клетки слюны (нейтрофильные гранулоциты, мигрирующие в просвет протоков слюнных желёз и в полость рта). Нейтрофильные гранулоциты не только фагоцитируют и разрушают микроорганизмы, но и секретируют ряд биологически активных веществ с защитным потенциалом (лизоцим, лактоферрин и др.).

Нарушения, возникающие в реализации антимикробной функции слюны, могут быть связаны со снижением (гипосиалия) или прекращением (асиалия) слюноотделения. Следует особо отметить гипо- и асиалию, формирующуюся в результате воздействия на слюнные железы ионизирующей радиации. При лучевом лечении злокачественных новообразований, реже неопухолевых процессов, головы и шеи в объёме облучаемых тканей могут оказаться слюнные железы (как большие, так и малые). Паренхима слюнных желёз обладает высокой радиосенситивностью (радиочувствительностью), при её разрушении (радиогенной деструкции) формируется органическая недостаточность слюноотделения. При этом происходит выраженная активация кариозного процесса (лучевой кариес). Лучевой кариес — кариес, развившийся в течение года после завершения курса лучевой терапии. При этом поражаются все зубы. Характерна локализация лучевого кариеса в пришеечной области.
III. Гипоминерализация твёрдых тканей зуба
При уменьшении содержания кальция в поверхностном слое эмали повышается её растворимость и снижается устойчивость к кариесу. В норме в кристаллах гидроксиапатита молярное отношение Са/Р колеблется от 1,3 до 2,0. Чем больше этот показатель превышает минимальный уровень (1,3), тем выше резистентность эмали к кариесу. Процессы минерализации твёрдых тканей зуба зависят как от местных, так и от общих факторов. Среди общих факторов одним из основных является возраст. По сравнению с твёрдыми тканями взрослых в детских зубах количество минеральных компонентов меньше, а органических — больше. Кроме того, проницаемость эмали детских зубов выше, чем у взрослых, за счёт большего объёма микропространств. По мере созревания эмали с возрастом объём микропространств и проницаемость этой ткани уменьшаются. Эта особенность позволяет зубным тканям детского организма с большей лёгкостью терять кальций, а органические вещества служат трофической матрицей для микроорганизмов. Особенно часто кариес развивается в периоды смены молочных зубов и полового созревания.
Процессы минерализации твёрдых тканей зуба зависят также от состояния местных механизмов обмена неорганических соединений. Минерализация эмали, прежде всего поверхностных слоёв, осуществляется под действием омывающей её слюны. Процессы минерализации дентина зависят от состояния и функциональной активности одонтобластов и осуществляются при помощи синтезируемых ими фосфатаз. Эти ферменты распределяются в дентине путём секреции из отростков одонтобластов в дентинную жидкость трубочек. Следовательно, гипосиалия, дефицит паротина и минеральных веществ в слюне, а также дегенеративные изменения в одонтобластах вплоть до их гибели будут способствовать развитию недостаточной минерализации твёрдых тканей зуба. На степень минерализации также влияют эндокринные факторы — паротин и 1,25-диокси-холекальциферол (кальцитриол). Поэтому их недостаточность также способствует развитию кариозного процесса.
IV. Повышенная растворимость минеральных компонентов твёрдых тканей зуба
Повышенная растворимость минеральных компонентов твёрдых тканей зуба зависит прежде всего от наличия в их составе фтора. Концентрация фтора, поступающего в организм, должна быть достаточна уже в раннем детском возрасте. Известно, что зубы при флюорозе кариесом не поражаются, поскольку растворимость минеральных веществ в твёрдых тканях при этом резко снижена.
V. Иммунодефицитные состояния
Иммунодефицитные состояния, при которых общая эффективность антимикробных механизмов снижена, способствуют развитию или прогрессированию кариозного процесса. К ним, в частности, относятся длительное применение глюкокортикоидов, лечение цитостатическими препаратами, тяжелые инфекционные и соматические заболевания (особенно, сахарный диабет).

### Патогенез кариеса

#### Патогенез кариеса эмали и цемента
Развитие кариозного процесса в эмали и цементе протекает в две фазы:
1. Деминерализация ткани при помощи образуемых микроорганизмами кислот — пирувата, лактата, ацетата, малата и др. (критический уровень рН 4,5—5,0).
2. Разрушение органической основы этих тканей гидролитическими ферментами микрофлоры. Среди ферментов ведущую роль играют протеиназы (протеазы), разрушающие белки, и гиалуронидаза, субстратом которой является гиалуроновая кислота.

На самых ранних этапах развития кариозного процесса деминерализация наиболее активно протекают не в самых поверхностных участках эмали, а в глубже расположенных, подповерхностных зонах.

#### Патогенез кариеса дентина
Патогенез кариеса дентина несколько отличается от механизма развития кариеса эмали и цемента. Это обусловлено особенностями структуры дентина, а именно наличием дентинных трубочек, обеспечивающих его высокую проницаемость, значительно превышающую проницаемость эмали и цемента.
Кариес дентина протекает в три этапа:
1. Проникновение микроорганизмов в дентинные канальцы и разрушение их органической «начинки», прежде всего отростков одонтобластов и нервных волокон.
2. Деминерализация сначала перитубулярного, а затем интертубулярного дентина под влиянием образуемых микроорганизмами кислот.
3. Разрушение деминерализованной органической матрицы пери- и интертубулярного дентина за счёт воздействия гидролитических ферментов микрофлоры.

#### Предкариозное состояние зубов
В настоящее время принято различать людей кариес-резистентных и подверженных кариесу в зависимости от выраженности комплекса факторов, обусловливающих кариозный процесс. Для выявления высокого риска развития кариеса, наряду с оценкой гигиенического состояния зубов, скорости слюноотделения и вязкости слюны, определяют титр лактобактерий полости рта, кислотоустойчивость эмали и её способность к реминерализации.
Для определения кислотоустойчивости эмали на промытую дистиллированной водой и высушенную поверхность верхнего центрального резца наносят 1 каплю однонормального раствора соляной кислоты диаметром около 2 мм. Через 5 сек. кислоту смывают дистиллированной водой и поверхность зуба высушивают. Глубину микродефекта эмали оценивают по интенсивности его прокрашивания 1% водным раствором метиленового синего с помощью эталонной полиграфической шкалы. Степень окраски отражает глубину повреждения эмали. Чем интенсивнее окрашивается протравленный участок, тем ниже кислотоустойчивость эмали.
Оценка скорости реминерализации эмали проводится при помощи кислотного буфера с рН 0,3—0,6 и 2% водного раствора метиленового синего, которые последовательно наносят на 1 мин. на поверхность эмали. В течение последующих нескольких дней протравленный участок ежедневно окрашивают метиленовой синью. В зависимости от того, на какой день исследуемый участок перестаёт окрашиваться, судят о способности эмали к реминерализации.
Для устойчивых к кариесу людей характерны низкая податливость эмали зубов к действию кислоты (прокрашиваемость ниже 40%) и высокая способность к реминерализации (эмаль перестаёт окрашиваться в течение 1—3 сут.). У лиц, подверженных кариесу, отмечаются высокая податливость эмали зубов к действию кислоты (прокрашиваемость 40% и более) и замедленная реминерализация (эмаль воспринимает краситель в течение 4 сут. и более).

### Классификация кариеса
Кариес классифицируют следующим образом:
I. Локализации первичного поражения твёрдых тканей на территории зуба как органа
1. Ортоградный кариес
2. Ретроградный кариес.

Ортоградный кариес:
- Кариес коронки зуба
- Ранний (подэмалевый) кариес
- Пришеечный кариес
- Циркулярный кариес
- Кариес цемента.

Кариес коронки зуба:
- Фиссурный кариес
- Кариес апроксимальных (контактных) поверхностей
- Кариес свободных поверхностей (вестибулярных и язычных)
- Кариес режущего края
- Кариес бугров.

Фиссурный кариес и кариес контактных поверхностей объединяют термином типичный кариес. Последние три варианта называют атипичным кариесом (кариесом иммунных поверхностей).
II. Глубина поражения
1. Начальный кариес (кариес в стадии пятна)
2. Поверхностный кариес
3. Средний кариес
4. Глубокий кариес.

III. Течение кариозного процесса
1. Медленнопрогрессирующий (хронический) кариес
2. Быстропрогрессирующий (острый) кариес
3. Приостановившийся (стационарный) кариес [к этому типу кариеса относят кариес в стадии пигментированного пятна].

IV. Вовлечение в процесс пульпы и периодонта
1. Неосложнённый кариес
2. Осложнённый (перфоративный) кариес — кариес, осложнённый пульпитом и/или периодонтитом.

V. При наличии рецидива кариозного процесса после лечения
1. Первичный кариес — первая полость (пломбированная)
2. Рецидивный (вторичный) кариес — дефект рядом с пломбой.

Рецидивный кариес может возникать в результате неполноценного лечения первичной полости (ятрогенный рецидивный кариес).
VI. Степень активности кариозного процесса (в детском возрасте)
1. Первая степень активности (компенсированная форма)
2. Вторая степень активности (субкомпенсированная форма)
3. Третья степень активности (декомпенсированная форма).

VII. Вовлечение в процесс той или иной твёрдой ткани зуба
1. Кариес эмали
2. Кариес дентина
3. Кариес цемента.

### Патологическая анатомия
Наиболее часто кариес поражает первые моляры (шестые зубы), испытывающие основную нагрузку при жевании. Кроме того, отмечено, что чаще страдают зубы верхней челюсти. Это традиционно связывают с худшими условиями кровообращения и меньшей эффективностью очищения указанных зубов от остатков пищи. Второе место по частоте поражения занимают вторые моляры, третье — премоляры и верхние резцы, четвёртое — клыки.
По глубине поражения выделяют (1) начальный (кариес в стадии пятна, macula cariosa) — кариес без полостного дефекта, (2) поверхностный (caries superficialis) — при локализации дефекта в пределах эмали, (3) средний (caries media) — в случае, если дефект захватывает дентинно-эмалевое соединение и (4) глубокий (caries profunda) — при образовании глубокого дефекта эмали и дентина.

#### Локализация кариозного процесса в зубе
В зависимости от локализации кариозного процесса на территории зуба как органа различают две основные формы кариеса — (1) ортоградный и (2) ретроградный. Ортоградный кариес — кариес, начинающийся с наружной поверхности зуба. Ретроградный кариес — кариес, начинающийся со стороны полости зуба. Ретроградный кариес развивается при гнойных пульпитах гематогенного происхождения и травмах зуба, сопровождающихся проникновением микроорганизмов по травматическому каналу в пульпу. Ретроградный кариес может присоединяться к ортоградному кариесу (вторичный ретроградный кариес), в том числе и в тканях пломбированного зуба. При хроническом гранулирующем пульпите ретроградный кариес проявляется разрушением дентина грануляционной тканью.
Ортоградный кариес, в свою очередь, целесообразно разделить на пять вариантов: (1) кариес коронки зуба, (2) ранний (подэмалевый) кариес, (3) пришеечный кариес и его разновидность (4) циркулярный кариес, а также (5) кариес цемента. Кариес коронки зуба встречается наиболее часто. Ранний (подэмалевый) кариес отличается выраженной деструкцией подповерхностных слоёв эмали и формированием в них полостных дефектов. В процессе препарирования зуба бор в таких случаях вскрывает уже имеющиеся полостные дефекты и становится видна обширная зона разрушения эмали. Выделяя ранний кариес, необходимо помнить, что процессы деминерализации эмали при ортоградном кариесе всегда начинаются в подповерхностных слоях эмали, но только в отдельных случаях вначале образуются замкнутые в эмали очаги деструкции. Именно такие случаи кариеса коронки зуба относят к раннему, или подэмалевому, кариесу. В некоторых случаях кариес поражает ткани препарированного зуба под металлической коронкой.
Пришеечным кариесом называют кариес эмали вблизи шейки зуба, циркулярным кариесом — поражение пришеечной области по окружности (циркулярный кариес по течению является острым или острейшим). Для циркулярного кариеса молочных зубов характерно быстрое распространение процесса в сторону пульпы, особенно в группе верхних фронтальных зубов. Формирующийся при этом острый пульпит нередко протекает субклинически и первое обращение к врачу связано с явлениями обострения хронического периапикального периодонтита. Более того, бессимптомно протекает не только пульпит, но и развивается гибель пульпы. При реминерализующей терапии циркулярного кариеса может происходить изоляция корневой пульпы от коронковой образующимся слоем заместительного дентина. Корневая пульпа при этом продолжает существовать, сохраняя интактным периодонт, в то время как коронка зуба разрушается. Вход в корневой канал блокирован плотным пигментированным дентином. Такие корни с живой пульпой длительное время продолжают служить ребёнку.
Под кариесом цемента понимают ортоградный кариес корня зуба. Кариес цемента развивается, как правило, при обнажении корня на фоне воспалительных процессов в тканях пародонта (пародонтит, осложнённый пародонтоз) или при прогрессировании пришеечного кариеса эмали. Иногда кариес цемента может быть связан с неправильным протезированием зубов. Разрушение цемента (цементолиз) при этом сочетается с развитием компенсаторных изменений в более глубоких его отделах в виде гиперцементоза. Осложнениями кариеса цемента являются воспаление корневой пульпы, периапикальный периодонтит и отлом коронки поражённого зуба.
Циркулярный кариес, а также редкие (атипичные) формы кариеса коронки, в основном встречаются в детском возрасте в молочных и неправильно сформированных зубах.
Кариес коронки зуба. По локализации на территории коронки выделяют типичные, часто встречающиеся, формы (фиссурный кариес и кариес апроксимальных поверхностей) и атипичные, редкие, формы, при которых поражаются иммунные поверхности зубов (кариес бугров, свободных поверхностей и режущего края). Кариес моляров и премоляров обычно начинается как фиссурный кариес — кариес борозд на жевательной поверхности зуба. Это объясняется большей уязвимостью эмали в области фиссур: неровная поверхность способствует фиксации остатков пищи и размножению в них микроорганизмов, слой эмали здесь более тонкий и менее минерализованный.

#### Течение кариозного процесса
По течению различают (1) медленнопрогрессирующий (хронический) кариес, (2) быстропрогрессирующий (острый) и его вариант острейший кариес, а также (3) стационарный (приостановившийся) кариес.
1. При медленнопрогрессирующем кариесе поражается один зуб, реже два (в основном моляры и премоляры). Такое поражение длительное время может оставаться незамеченным больным. Как правило, кариозный очаг локализуется на типичных для кариеса поверхностях — жевательных и контактных (апроксимальных).
2. Быстропрогрессирующий (острый и острейший) кариес характеризуется поражением большей части зубов в течение короткого времени. Страдают не только обычно подверженные этому заболеванию поверхности зубов, но и так называемые иммунные поверхности. На одном зубе могут обнаруживаться несколько кариозных очагов. При этом на эмали появляется пятно белого или грязно-серого цвета, на месте которого рано формируется полостной дефект, для которого характерны узкий вход, сравнительно небольшой дефект эмали и обширное разрушение подлежащего дентина.
3. Приостановившийся (стационарный) кариес отличается длительным отсутствием прогрессирования процесса. К этому типу кариеса относят кариес в стадии пигментированного пятна.

#### Начальный кариес (кариес в стадии пятна, macula cariosa)
Начальный кариес (кариес в стадии пятна, macula cariosa) — кариес без полостного дефекта в твёрдых тканях зуба.
Макроморфологическая картина. Начальный кариес характеризуется появлением на поверхности эмали пятен и протекает в две стадии — (1) стадию белого (мелового) пятна и (2) стадию пигментированного пятна.  Одним из отличий белого и пигментированного пятен является их отношение к реминерализующей терапии: меловое пятно успешно поддаётся реминерализации, а пигментированное при этом не изменяется.
Меловое пятно тусклое (матовое) белого цвета. Нередко оно не лишено прозрачности. Границы его неровные, но достаточно чёткие, особенно хорошо видны после витального окрашивания. Витальное окрашивание обычно проводится с помощью 1—2% водного раствора метиленового синего или 1% водного раствора йодида калия как для выявления начального кариеса, так и для индикации поражённого дентина в дне кариозной полости. В норме эмаль не проницаема для красителей, что обусловлено высокой степенью её минерализации. При гипо- или деминерализации эмаль воспринимает красители, что позволяет использовать метод витального окрашивания для выявления очагов деминерализации эмали и оценки её выраженности. На предварительно высушенную поверхность эмали на 2 мин. наносят 2% водный раствор метиленового синего. После промывания поверхности зуба определяют степень окрашивания при помощи стандартной шкалы. Сохранение обычного цвета эмали указывает на отсутствие деминерализации.
При быстропрогрессирующем кариесе пятно имеет грязно-серый цвет, часто прикрыто мягким зубным налётом. Как правило, кариес в стадии пятна удаётся обнаружить только на губной и щёчной поверхностях зубов, ближе к шейке зуба. Острый зонд легко скользит по поверхности таких пятен. Меловое пятно постепенно трансформируется в пигментированное (от жёлтого до тёмно-коричневого цвета). Поверхность таких пятен гладкая, блестящая. Пигментированное пятно особенно часто встречается на апроксимальных поверхностях зубов и легко обнаруживается при отсутствии смежного зуба. При использовании метода витального окрашивания пигментированное пятно слабо воспринимает краситель или вообще не окрашивается. В области фиссур очаг приостановившегося кариеса практически не удаётся отличить от алиментарной пигментации складок эмали.
Потемнение цвета пятна объясняется прежде всего накоплением пигментов, образуемых бактериями рода Bacteroides — B. melaninogenicus, B. intermedius (все штаммы), B. denticola и B. loescheii (большее число штаммов). Бактероиды полости рта человека синтезируют только пигмент от коричневого до чёрного цвета, концентрация которого в пятне и определяет насыщенность тона — от жёлтого до почти чёрного. Данный пигмент не является меланином, как полагали ранее. Химически он идентифицирован как смесь протогема и протопорфирина (Shah et al., 1979). В культуре оральные бактероиды лучше всего образуют этот пигмент на среде, содержащей лаковую (гемолизированную) кровь, и для его появления требуется довольно продолжительное время — до 14 суток.
Пигментированные пятна крупных размеров всегда сопровождаются разрушением твёрдых тканей зуба.
Микроморфологическая картина. В стадии белого пятна изменения развиваются только в поверхностных слоях эмали. Глубокие слои эмали и дентин при этом остаются интактными. При наличии пигментированного пятна патологический процесс обнаруживается не только в эмали, но и в дентине (так называемые мёртвые пути).
В эмали в стадиях белого и пигментированного пятен последовательно развиваются однотипные изменения:
1. Деминерализация и деструкция межпризменного вещества с расширением межпризменных пространств и заселением их микроорганизмами.
2. Смещение эмалевых призм друг относительно друга и, вследствие этого, нарушение упорядоченности в расположении призм.
3. Деминерализация и деструкция эмалевых призм с последующим заселением детрита микроорганизмами.

В стадии пигментированного пятна кариозный процесс может регрессировать или приостанавливаться (приостановившийся кариес). Пятно при этом соответственно исчезает или приобретает чёткие контуры.
Мёртвые пути в дентине. В дентине в проекции пигментированного кариозного пятна образуются участки, которые на шлифе зуба в проходящем свете выглядят как тёмные полосы. Они получили название мёртвых путей. Мёртвые пути в дентине особенно хорошо заметны при поверхностном кариесе. В основе образования мёртвых путей лежат альтеративные изменения в отростках одонтобластов, часть из которых разрушается, испытывая влияние микробных токсинов, диффундирующих из поражённой эмали в дентин. Дентинные канальцы оказываются блокированными детритом, постепенно подвергающимся петрификации (интратубулярный склероз дентина). Формирование мёртвых путей является компенсаторным процессом, ограничивающим негативное влияние микробных токсинов на пульпу зуба.

#### Поверхностный кариес (caries superficialis)
Макроморфологическая картина. Поверхностный кариес характеризуется образованием полости, локализованной в пределах эмали. Целостность дентинно-эмалевого соединения не нарушена. При быстропрогрессирующем кариесе дефект имеет округлую или овальную форму с неровными зазубренными краями, по цвету мало отличается от непоражённой эмали. Дно и стенки достаточно плотные, шероховатые. При медленнопрогрессирующем поверхностном кариесе стенки и дно полости коричневого или желтовато-коричневого цвета, плотные. Дефект имеет обычно чёткие сферические очертания.
Микроморфологическая картина. Изменения в эмали и дентине аналогичны таковым при начальном кариесе, только более выражены. Стенки и дно полости покрыты колониями микроорганизмов (грам-позитивные бактерии, как правило, базофильны, т.е. в препаратах, окрашенных гематоксилином и эозином, они воспринимают гематоксилин и выглядят тёмно-синими). Часть микроорганизмов выявляется в толще гипоминерализованной эмали; они располагаются в разрыхленном межпризменном веществе, менее устойчивом к потере минеральных солей по сравнению с веществом призм. Межпризменные пространства расширены.
Эмалевые призмы также подвергаются деминерализации. Из-за растворения минеральных солей поперечная исчерченность призм становится более отчётливой. Поперечная исчерченность призм в виде чередования светлых и тёмных полос с интервалом 4 мкм является признаком их нормальной структуры и отражает суточный ритм процессов минерализации эмали в ходе амелогенеза. Поскольку в тёмных участках призм минеральных компонентов меньше, при развитии кариеса они легче растворяются, и эти участки выглядят ещё темнее, чем в норме. По этой же причине вследствие преимущественной гипоминерализации межпризменного вещества, эмалевые призмы становятся более контрастными по сравнению с межпризменным веществом. По мере прогрессии кариозного процесса, разрушения межпризменного вещества и расширения межпризменных пространств, нарушается расположение призм, они смещаются друг относительно друга. В конечном итоге призмы разрушаются.
При замедлении кариозного процесса размягчённый участок эмали подвергается реминерализации и твердеет, при прогрессировании процесс переходит в следующую стадию — стадию среднего кариеса. Реминерализация эмали, особенно поверхностных её слоёв, связана прежде всего с действием слюны; реминерализация дентина обусловлена влиянием фосфатаз, синтезируемых одонтобластами, через отростки которых эти ферменты поступают в дентинную жидкость периодонтобластического пространства трубочек. Поэтому выраженные дистрофические изменения одонтобластов и их гибель приводят к снижению или выпадению процессов реминерализации дентина, что способствует активизации кариеса.

#### Средний кариес (caries media)
Макроморфологическая картина. При среднем кариесе дно полостного дефекта представлено дентином. Дентинно-эмалевое соединение разрушается и процесс переходит с эмали на дентин. В типичных случаях кариозная полость имеет форму конуса, вершиной обращённого к полости зуба, а основанием — к его поверхности. Края полости, как правило, чёткие, а её стенки отвесные плотные, в различной степени пигментированые.
Микроморфологическая картина. Дно кариозной полости при среднем кариесе представлено четырьмя основными зонами:
1. Зона размягчённого дентина. Размягчённый дентин практически полностью лишён минеральных веществ; дентинные трубочки резко расширены и заполнены колониями микроорганизмов, под влиянием которых разрушается органическая «начинка» трубочек (отростки одонтобластов, нервные волокна, коллагеновые фибриллы). Распаду отростков одонтобластов предшествуют дистрофические изменения в них и фрагментация. Размягчённый дентин покрыт более или менее выраженным слоем детрита (некротических масс), населённого множеством микроорганизмов. Некоторые авторы расценивают его как самостоятельную зону (зону некроза).
2. Зона неизменённого дентина. Дентин, расположенный между размягчённым и прозрачным слоями, неизменённым можно назвать условно. В отличие от эмали, дентин характеризуется значительно более выраженной проницаемостью из-за наличия дентинных трубочек. Кариесогенная микрофлора, миновав дентинно-эмалевую границу, начинает быстро заселять дентинные трубочки и перемещаться по ним в направлении пульпы. При этом происходит разрушение органического содержимого трубочек.
3. Зона прозрачного дентина. Прозрачный (склерозированный) дентин образуется вследствие его гиперминерализации. Прозрачным он назван потому, что участки склерозированного дентина на шлифах зубов прозрачные или полупрозрачные. Образование пояса склерозированного дентина при кариесе является компенсаторным процессом. Склероз резко снижает проницаемость дентина за счёт блокады дентинных трубочек, и следовательно, препятствует распространению микроорганизмов и прогрессированию кариозного процесса. Протективный эффект склерозированного дентина распространяется также на пульпу. Прекращение или выраженное уменьшение поступления в пульпу зуба продуктов метаболизма микрофлоры и тканевого распада пролонгирует её жизнеспособность. Прозрачный дентин не успевает образоваться в случае быстропрогрессирующего (острого или острейшего) кариеса.
Различают физиологический (как проявление старения дентина) и патологический (при ряде заболеваний, в том числе и при кариесе) склероз дентина. Можно выделить два варианта уплотнения дентина: перитубулярный и интратубулярный. Перитубулярный склероз развивается в результате отложения дентина вокруг дентинных трубочек. Просвет трубочек при этом суживается (стеноз), а затем полностью исчезает (облитерация). По мере усиления выраженности стеноза отросток одонтобласта и нервное волокно атрофируются (прессогенная атрофия). При интратубулярном склерозе обызвествлению подвергается содержимое трубочки. Стеноз не предшествует облитерации её просвета. В свою очередь интратубулярный вариант может реализоваться двумя путями. Первый путь начинается с обызвествления периодонтобластического пространства; кальциноз отростка одонтобласта при этом развивается позже. Второй путь интратубулярного склероза характеризуется первичным обызвествлением отростка одонтобласта с последующей минерализацией периодонтобластического пространства.
4. Зона репаративного дентина. Репаративный (третичный, заместительный, вторичный иррегулярный) дентин образуется одонтобластами со стороны пульпы зуба локально в проекции кариозной полости. Отложение репаративного дентина является компенсаторным процессом, поскольку он укрепляет дно кариозной полости и тем самым препятствует прогрессированию кариеса. Этой же цели служит особая микроструктура репаративного дентина (обычно он неравномерно и слабо минерализован, характеризуется неправильным ходом или даже отсутствием дентинных трубочек), а также формирование париетальных, интрапульпарных и интрамуральных дентиклей. Репаративный дентин начинает откладываться спустя примерно 30 суток после препарирования зуба, его образование протекает со средней скоростью около 1,5 мкм/сут (более высокой в первые 7 недель и резко снижающейся в дальнейшем).

#### Глубокий кариес (caries profunda)
Макроморфологическая картина. Глубокий кариес характеризуется обширной зоной разрушения твёрдых тканей зуба с формированием дефекта больших размеров, который называют каверной. Дном каверны является, как правило, узкий слой дентина, при перфорации которого происходит вскрытие полости зуба (перфоративный кариес). При медленнопрогрессирующем глубоком кариесе каверна имеет широкое входное отверстие, обычно правильной формы. Стенки полости отвесные, дно шероховатое; стенки и дно плотные, в различной степени пигментированные. При наличии такой полости даже без лечения процесс длительное время может не осложняться пульпитом. В случае быстропрогрессирующего кариеса полость имеет неровные нависающие (подрытые) хрупкие края эмали, иногда с меловидными изменениями. Форма её неправильная. Содержимое каверны — грязно-серый детрит с неприятным запахом. Дентин стенок податлив, легко удаляется, нередко пластами. Дно неровное ступенчатое.
Микроморфологическая картина. Дно каверны при глубоком кариесе представлено двумя небольшими слоями: (1) размягчённым и (2) гиперминерализованным репаративным дентином. По мере прогрессирования процесса слой репаративного дентина истончается и исчезает.

### Особенности кариеса у детей
Кариес развивается у детей после 2—3 лет жизни. В возрасте до 2 лет он встречается крайне редко. Чаще поражаются вестибулярная поверхность и пришеечная область молочных резцов верхней челюсти, а также жевательная поверхность моляров.
Важнейшими условиями развития кариеса у детей являются меньшая минерализация твёрдых тканей по сравнению с тканями зуба взрослого организма, аномальное развитие твёрдых тканей вследствие тяжёлых заболеваний матери в период беременности или как результат отягощённой наследственности. В более позднем возрасте играют роль кариесогенная диета, дефицит фтора, недостаточный уход за полостью рта или его отсутствие.
Для детского возраста характерны такие формы кариеса как циркулярный кариес, кариес иммунных зон зуба (бугров, режущего края, вестибулярных и язычных поверхностей).
В детском возрасте выделяют три степени активности кариозного процесса: первую, вторую и третью (и соответственно, высокую, среднюю и низкую резистентность твёрдых тканей к кариесу). Первая степень активности (компенсированная форма) кариеса у детей дошкольного возраста отличается более поздним развитием процесса (после 4 лет жизни), локализацией на апроксимальных поверхностях молочных моляров. Эмаль в краях полости плотная, патологически изменённый дентин также плотный, тёмного цвета. У более старших детей отсутствуют начальные формы кариеса, выявленные с помощью витального окрашивания. Кариес имеет медленнопрогрессирующее течение. При третьей степени активности (декомпенсированная форма) кариеса обнаруживаются множественные меловые пятна. Процесс локализуется в области иммунных зон зуба с обилием светлого влажного дентина и хрупкими острыми краями эмали. У детей дошкольного возраста третья степень активности кариеса отличается локализацией очагов поражения в порочно развитых зубах, а также на апроксимальных поверхностях зуба. Кариес обнаруживается даже у детей до 2 лет жизни, часто в стадии осложнения пульпитом или периодонтитом. Вовлечение в процесс всех поверхностей зуба обусловливает плохую фиксацию пломб и раннюю потерю зубов. Изменения зубов у ребёнка при второй степени активности (субкомпенсированная форма) кариеса занимают промежуточное положение между описанными выше компенсированной и декомпенсированной формами.

## Некариозные поражения твёрдых тканей зуба
К некариозным поражениям твёрдых тканей зуба, как следует из названия, относятся все формы патологии этих тканей за исключением кариеса.

### Классификация
I. По характеру патологического процесса (клинико-морфологическая классификация) целесообразно выделять 4 группы некариозных поражений твёрдых тканей зуба:
1. Наследственные дисплазии твёрдых тканей зуба
2. Аномалии твёрдых тканей у детей при ряде врождённых заболеваний (инфекционных или неинфекционных, наследственных или приобретённых во внутриутробном периоде)
3. Патология стираемости зубов (пониженная стираемость молочных зубов; повышенная стираемость молочных и постоянных зубов)
4. Патология твёрдых тканей зуба, обусловленная внешними факторами.

II. В зависимости от сроков развития заболевания выделяют две группы некариозных поражений твёрдых тканей:
1. Поражения, формирующиеся до прорезывания зубов (наследственные и приобретённые дисплазии, гиперплазия и гипоплазия твёрдых тканей, а также эндемический и спорадический флюороз).
2. Поражения, развивающиеся после прорезывания зубов (патология стираемости зубов, клиновидные дефекты, эрозия и кислотный некроз, а также травматические повреждения зубов, ятрогенная и профессиональная формы флюороза).

### Общие изменения твёрдых тканей при некариозных поражениях зубов
К наиболее распространённым типовым патологическим процессам, развивающимся в твёрдых тканях зубов при заболеваниях некариозного характера, относятся следующие:
- Гипоплазия
- Гиперплазия
- Дисплазия
- Некроз
- Склероз.

Наибольшее значение среди этих изменений имеет гипоплазия.

#### Гипоплазия (hypoplasia)
Гипоплазией называют наследственное или приобретённое недоразвитие твёрдых тканей зуба. Гипоплазия твёрдых тканей может сочетаться с их дисплазией и лежит в основе многих некариозных заболеваний зубов, таких как несовершенный амелогенез, изменения зубов при позднем врождённом сифилисе (зубы Хатчинсона и Фурнье), системная неспецифическая гипоплазия, местная гипоплазия зубов и другие.
Классификация:
I. Наличие наследуемого дефекта гена (генов)
1. Наследственная гипоплазия
2. Приобретённая гипоплазия (приобретённая в пренатальном периоде и приобретённая в постнатальном периоде онтогенеза).

II. Распространённость процесса
1. Системная гипоплазия
2. Местная (очаговая) гипоплазия.

III. Вовлечение тех или иных твёрдых тканей
1. Гипоплазия эмали
2. Гипоплазия дентина
3. Гипоплазия цемента.

IV. Поражение первой или второй генерации зубов
1. Гипоплазия молочных зубов
2. Гипоплазия постоянных зубов.

Наследственная гипоплазия твёрдых тканей связана с наследуемым (передающимся от родителей потомству в составе генома гамет) дефектом гена (генов) и сочетается с дисплазией тканей зуба. Поражение отмечается уже в молочных зубах. Встречается этот тип изменений при несовершенном амелогенезе.
Приобретённая гипоплазия не связана с наследуемым генетическим дефектом. Она может формироваться во внутриутробном (пренатальном) периоде, и тогда патологический процесс имеет врождённый характер. Поражение выявляется также в молочных зубах. Типичными примерами этого являются изменение зубов при позднем врождённом сифилисе или так называемые «тетрациклиновые зубы».
Приобретённая гипоплазия может быть связана и с процессами, развитие которых происходит во внеутробном периоде (в постнатальном онтогенезе). При этом поражаются постоянные зубы. Так возникает гипоплазия твёрдых тканей зуба после перенесённых в детстве различных тяжёлых заболеваний, при рахите, гипофизарной микросомии, гипотиреозе, гипопаратиреозе, а также у детей при сидроме мальдигестии-мальабсорбции.
Установлена закономерность поражения зубов в зависимости от того, в каком периоде онтогенеза воздействуют повреждающие факторы:
- При наследственной патологии происходит одновременное поражение всех зубов.
- При воздействии патогена в пренатальном периоде поражается резцовая треть коронок фронтальных зубов, особенно центральных резцов.
- При воздействии патогена в первые пять месяцев внеутробной жизни поражается пришеечная область коронок фронтальных зубов и жевательная поверхность моляров, особенно бугры шестых зубов (их формирование начинается в этом возрасте).
- При действии повреждающего фактора на 6—7 мес. внеутробной жизни страдают молочные моляры и первые постоянные зубы.
- Влияние патогена на 8—9 мес. постнатального онтогенеза (время начала формирования вторых и третьих зубов и продолжения развития центральных резцов и шестых зубов) приводит к поражению режущего края боковых резцов и клыков, а также экватора коронок центральных резцов и первых моляров.
- Влияние патогена в возрасте 2—3 лет приводит к изменению постоянных фронтальных зубов в пришеечной области.
- При действии повреждающего фактора в возрасте 4 лет происходит поражение коронок постоянных премоляров и второго постоянного моляра.

Чем длительнее период воздействия патогена, тем больший объём твёрдых тканей и большее число зубов вовлекается в патологический процесс. Чем тяжелее протекает фоновое заболевание, тем выраженнее недоразвитие твёрдых тканей.

#### Гиперплазия (hyperplasia)
Гиперплазия — избыточное образование твёрдых тканей зуба неопухолевого характера. Она может быть наследственной или приобретённой. Примером наследственной гиперплазии твёрдых тканей являются эмалевые капли (очаговая гиперплазия эмали или сочетанная гиперплазия эмали и дентина). Примером приобретённой гиперплазии твёрдых тканей служит избыточное образование цемента (гиперцементоз) при гигантизме и акромегалии.
«Эмалевые капли» — очаговая гиперплазия эмали или эмали и дентина одновременно. Они встречаются у 1,5% населения. Очаги гиперплазированной эмали локализуются в пришеечной области, размером до 0,5 см в диаметре. Часто прикрыты десной. Внешний вид эмали таких капель обычный. Структура эмали в очагах гиперплазии сохранна. Различают два вида эмалевых капель: (1) капли, представленные только эмалью зуба и (2) капли, образованные эмалью и дентином. Дентин при этом расположен в центральной части капли; строение его также не отличается от нормы.

#### Дисплазия (dysplasia)
Дисплазия — нарушение созревания (дифференцировки) твёрдых тканей зуба.
В целом под дисплазией понимают нарушение дифференцировки любых структур. Различают дисплазию клеток (нарушение созревания клеток), что особенно характерно для предопухолевых и опухолевых процессов, и дисплазию тканей (нарушение созревания тканей). При тканевой дисплазии может не развиваться дисплазии клеток, образующих данную ткань. В некоторых случаях тканевая и клеточная дисплазии сочетаются. Дисплазия твёрдых тканей зуба относится к тканевой форме дисплазии.
Дисплазия твёрдых тканей зуба встречается прежде всего при таких наследственных заболеваниях как болезнь Стейнтона—Капдепона, несовершенный амелогенез и несовершенный дентиногенез.

#### Некроз (necrosis)
Некроз — разрушение твёрдых тканей зуба. В контексте некариозной патологии зубов имеется в виду не любой некроз, а разрушение (деструкция) твёрдых тканей немикробного происхождения. Данный типовой процесс встречается как при наследственных заболеваниях, так и в случае приобретённых форм некариозной патологии. Разрушение твёрдых тканей в виде их интенсивного стирания характерно, в частности, для болезни Стейнтона—Капдепона («бескоронковые зубы»), для флюороза и мраморной болезни, а также для такого профессионального заболевания как кислотный некроз зубов.
Необходимо обратить внимание на то, что термины деструкция и некроз не являются синонимами. Понятие деструкция объединяет все формы разрушения биологических структур, в том числе и некроз.

#### Склероз (sclerosis)
Склероз — патологическое уплотнение твёрдых тканей зуба.
Здесь термин «склероз» используется в широком значении: склероз (от греч. scleros — плотный) как любое патологическое уплотнение ткани. Под склерозом в узком значении понимают уплотнение за счёт разрастания грубоволокнистой соединительной (рубцовой) ткани, т.е. фибросклероз (рубцевание).
Склероз твёрдых тканей зуба характеризуется их гиперминерализацией. Эти изменения отмечаются при флюорозе и мраморной болезни, а также определяют пониженную стираемость молочных зубов.

### Наследственные дисплазии твёрдых тканей зуба

#### Болезнь Стейнтона—Капдепона
Болезнь Сте́йнтона—Капдепо́на (odontogenesis imperfecta, мезоэктодермальная одонтопатия, morbus Stainton—Capdepont) [C. W. Stainton, 1892; C. Capdepont, 1905] — наследственное нарушение развития (дисплазия) эмали и дентина. Мужчины и женщины болеют одинаково часто. Страдают как молочные, так и постоянные зубы. Иногда заболевание ярко проявляется в молочных зубах и незначительно в постоянных. Зубы при болезни Стейнтона—Капдепона редко поражаются кариесом.
Макроморфологическая картина. Коронки зубов нормальной величины и формы, прорезываются в обычные сроки. Окраска эмали коричневая, поэтому заболевание называют также наследственным потемнением зубов. Практически сразу после прорезывания твёрдые ткани быстро стираются («бескоронковые зубы»). Поверхность стирания блестящая, плоская, гладкая, словно отполированная. Дентин прозрачный или окрашенный в розовый, красный или фиолетовый цвет. Изменены форма и длина корней: встречаются зубы с тонкими или утолщенными корнями. Утолщение корней происходит за счёт гиперцементоза. Полость зуба и каналы корня, как правило, облитерированы.
Микроморфологическая картина. Эмаль с тонкими призмами, широкими межпризменными пространствами. Характерны очаги бесструктурной эмали. В дентине число канальцев резко уменьшено, они неравномерной толщины, встречаются гигантские канальцы, заполненные кровью, продукты распада которой окрашивают дентин. Предентин (парапульпарный дентин), как правило, отсутствует. Отмечается гипоминерализация дентина по сравнению с нормой. Облитерация полости зуба и каналов корня происходит за счёт репаративного дентина. Одонтобласты находятся в состоянии гидропической дистрофии, нарушена их ориентация. Встречаются клетки, лишённые отростков. Выявляются гиповаскуляризация и фиброз пульпы. В цементе обнаруживаются мозаичные изменения в виде его очаговой резорбции и гиперцементоза.

#### Несовершенный амелогенез
Несовершенный амелогенез (коричневая дистрофия эмали, amelogenesis imperfecta) характеризуется наследственным нарушением развития только эмали (наследственная дисплазия эмали). Кариес обнаруживается только в зубах, на которых эмалевый покров отсутствует.
Классификация (по Н. М. Чупрыниной). Выделяют четыре формы заболевания:
- 1 форма — зубы нормальной величины и формы, эмаль гладкая блестящая жёлтого или коричневого цвета.
- 2 форма — вначале эмаль нормального цвета, через 1—3 года становится матовой, затем светло-коричневой, на поверхности появляются трещины, вследствие чего она становится шероховатой, позже эмаль утрачивается частично или полностью. Дентин светло- или тёмно-коричневого цвета.
- 3 форма — зубы нормальной величины, прорезываются в срок. Эмаль белого цвета, но со множеством борозд без определённой ориентации. Эмаль на всех зубах быстро исчезает и обнажает коричневый дентин, имеющий нормальную микроструктуру.
- 4 форма — форма и величина зубов обычные. Эмаль в момент прорезывания меловидная, лишённая блеска, местами отсутствует. При механическом воздействии она легко отделяется от дентина.

Макроморфологическая картина. Эмаль имеет, как правило, сморщенную поверхность, зубы нередко уменьшены (микродентия) вследствие истончения (гипоплазии) эмали, форма их цилиндрическая. Характерна коричневая, иногда жёлтая, окраска эмали без блеска. Интенсивность окраски усиливается от резцов к молярам. Режущий край резцов закруглён. Бугры премоляров и моляров имеют вид шипов. На поверхности эмали множество бороздок различной глубины и протяжённости, идущих параллельно оси зуба от его шейки к режущему краю, значительно реже бороздки располагаются параллельно режущему краю (при бороздчатой форме системной неспецифической гипоплазии бороздки на эмали всегда расположены горизонтально с одинаковой локализацией на зубах одного периода развития). Форма и длина корней, форма полости зуба и каналов корней в пределах нормы. Облитерации каналов не отмечается.
Микроморфологическая картина. В эмали нарушена ориентация призм, межпризменные пространства расширены, усилена поперечная исчерченность призм. Обнаруживаются очаги бесструктурного строения (отсутствие призм). В целом отмечается гипоминерализациция эмали. Дентин нормального строения с признаками гиперминерализации.

#### Несовершенный дентиногенез
Несовершенный дентиногенез (dentinogenesis imperfecta) — наследственное нарушение развития (дисплазия) дентина. Нередко оно сочетается с несовершенным остеогенезом. Несовершенным остеогенезом (osteogenesis imperfecta) называется заболевание, проявляющееся в типичных случаях следующими признаками: (1) множественными патологические переломами костей, нередко выявляемых уже при рождении; (2) голубым цветом склер, вследствие чего заболевание иногда называют «синдромом голубых склер»; (3) нарушением развития зубов в виде несовершенного дентиногенеза (25% случаев несовершенного остеогенеза сочетаются с несовершенным дентиногенезом).
Макроморфологическая картина. Поражены, как правило, все зубы (кроме поздних форм несовершенного остеогенеза). Коронки зубов нормальной величины и правильной формы. Цвет их может быть не изменён, но в ряде случаев они становятся жёлтыми, коричневыми или почти чёрными. Характерны полупрозрачные коронки жёлтого цвета («янтарные» зубы). Поверхность зубов гладкая. Твёрдые ткани легко поддаются обработке режущими инструментами. Непрочность дентинно-эмалевого соединения приводит к отколу эмали. Полость зуба может быть деформирована или подвергаться облитерации. В отличие от несовершенного амелогенеза корни зубов при несовершенном дентиногенезе истончены и укорочены, вследствие чего зубы становятся подвижными и рано выпадают. Истончение корней придаёт им типичную для этого заболевания заострённую форму. Каналы корня облитерированы. Иногда корни отсутствуют.
Микроморфологическая картина. Структура эмали не нарушена. В дентине выявляются значительные изменения в виде неправильного хода трубочек, их неравномерную концентрацию, очаговые расширения и сужения трубочек на протяжении. В некоторых участках дентина трубочки отсутствуют. Часть дентинных трубочек лишена отростка одонтобласта, что связывают с его гибелью. В пульпе развиваются реактивные изменения в виде дистрофических, склеротических и атрофических процессов. Полная атрофия пульпы происходит в случае прогрессирующей облитерации полости зуба. Изменения могут быть также выявлены в окружающей зуб костной ткани челюсти. Они являются отражением несовершенного остеогенеза у этих больных. Костная ткань гипоминерализована, по сравнению с нормальной костью в ней больше остеоида, поэтому при рентгенологическом исследовании челюстных костей вокруг поражённых корней выявляются очаговые просветления с чёткими контурами, напоминающие кисты.

### Аномалии твёрдых тканей у детей при ряде врождённых заболеваний
1. Зубы Ха́тчинсона (Гетчинсона) и Фурнье́ при позднем врождённом сифилисе. Зубами Хатчинсона называют верхние центральные резцы бочкообразной формы с полулунной выемкой на режущем крае. Бочкообразную форму они приобретают потому, что их размер на уровне шейки больше (не менее чем на 2 мм), чем у режущего края. В целом такие резцы меньше по сравнению с нормальными (микродентия), между резцами формируется широкая щель (диастема). Микродентия связана с гипоплазией твёрдых тканей. В ряде случаев эмаль частично отсутствует, особенно в середине режущего края. Зубы Фурнье — верхние центральные резцы, аналогичные зубам Хатчинсона, но без полулунной выемки на режущем крае, имеют отвёрткообразную форму. Изменения верхних центральных резцов по типу зубов Хатчинсона и Фурнье могут встречаться также при несифилитических формах гипоплазии твёрдых тканей.
2. Зубы при врождённой порфирии. Твёрдые ткани зуба поражаются при одном из вариантов эритропоэтических порфирий — эритропоэтической уропорфирии (порфирии Гюнтера). Она сопровождается изменением цвета зубов, вплоть до тёмно-коричневого окрашивания эмали.
3. Зубы при остеопетрозе (мраморной болезни, болезни Альберс-Шёнберга). При остеопетрозе аутосомно-рецессивного типа (злокачественном остеопетрозе), основным признаком которого является гипопластическая анемия (остеосклеротическая анемия), также отмечается позднее прорезывание зубов вследствие уплотнения челюстных костей. Сразу после прорезывания эмаль утрачивает блеск, становится хрупкой. Зубы быстро разрушаются. При остеопетрозе аутосомно-доминантного типа (доброкачественном остеопетрозе) существенного изменения зубов не происходит.
4. Зубы при гемолитической анемии в детском возрасте. При этом происходит изменение цвета эмали зубов в результате накопления в ней продуктов распада гемоглобина (описаны зубы серого, серо-синего и коричневого цвета).
5. Изменения зубов при некоторых вариантах эктодермальной дисплазии (например, формирование так называемых «зубов вампира» — зубов с коронками шиповидной формы).

### Патология стираемости зубов
Стираемость зубов — утрата твёрдых тканей с поверхности зуба, обусловленная процессом жевания.
Различают (1) физиологическую стираемость зубов и (2) её нарушения (патология стираемости зубов). Физиологическая стираемость связана с возрастными изменениями твёрдых тканей, их механическим износом. К 40 годам появляется небольшая стёртость эмали, к 50—60 годам — значительная убыль бугров премоляров и моляров. У резцов на месте режущего края вследствие стираемости может образоваться площадка; при этом снижается высота коронки. Физиологическая убыль твёрдых тканей идёт медленно и со стороны пульпы откладывается слой репаративного дентина. Стираются также бугры клыков. Из-за физиологической подвижности зубов стиранию подвергается также эмаль апроксимальных поверхностей, в результате чего образуется небольшая площадка в месте соприкосновения (точечного контакта) соседних зубов.
Патология стираемости зубов представлена двумя формами: (1) пониженной стираемостью молочных зубов и (2) повышенной стираемостью молочных и постоянных зубов.
Выделяют 3 степени повышенной стираемости зубов:
- 1 степень — незначительное стирание эмали бугров и режущего края.
- 2 степень — обнажение дентина при стирании эмали на буграх и режущем крае.
- 3 степень — стирание эмали и дентина до уровня полости зуба.

### Патология твёрдых тканей, обусловленная внешними факторами
1. Одонтопатия при флюорозе.
2. Системная неспецифическая гипоплазия зубов (развивающаяся под влиянием внешних факторов). При этом происходит недоразвитие твёрдых тканей всех или почти всех зубов. Зубы уменьшены (микродентия).
3. «Тетрациклиновые» зубы — вариант системной неспецифической гипоплазии зубов, обусловленный приёмом тетрациклинов матерью во время беременности или ребёнком в первые годы жизни.
4. Очаговая (местная) гипоплазия зубов — недоразвитие одного или нескольких зубов, формирующееся под воздействием внешнего патогена (например, при травме). Местная гипоплазия наиболее часто встречается у малых коренных зубов. Это объясняется тем, что их зачатки расположены между корнями молочных моляров и испытывают механическое давление со стороны последних при жевании.
5. Клиновидные дефекты — углубления клиновидной формы в пришеечной области на вестибулярной поверхности зубов.
6. Эрозия зубов — образование на вестибулярной поверхности зуба чашеобразного углубления округло-овальной формы с гладким дном.
7. Кислотный некроз — профессиональное заболевание у рабочих химических производств. Зубы при этом быстро разрушаются парами кислот, насыщающими атмосферу цехов.
8. Травматические повреждения твёрдых тканей зуба. Острая травма — перелом зуба; пример хронической травмы — узурация режущего края у курильщиков трубок и портных, перекусывающих зубами нитки.

### Флюороз (гиперфтороз, синдром Спайрэ)
Флюороз — микроэлементоз, связанный с избыточным поступлением в организм соединений фтора (хроническая интоксикация фтором). Термин флюороз происходит от лат. fluor — фтор. Поражаются все органы, но в первую очередь твёрдые ткани зуба и костная ткань.

#### Формы флюороза
1. Эндемическая форма обусловлена употреблением воды с повышенным содержанием фтора — более 2 мг/л (оптимальная концентрация 1,00,2 мг/л). В основном поражаются постоянные зубы у детей (молочные редко), живущих с рождения в эндемическом очаге или поселившихся там в возрасте до 3—4 лет. При незначительном увеличении содержания фтора в воде страдают только резцы. Нормально сформированные зубы у взрослых, переселившихся в эндемический очаг, поражаются только в том случае, если концентрация фтора в воде превышает 6 мг/л. В странах с жарким климатом флюороз может развиться при умеренной концентрации фтора в воде (0,5—0,7 мг/л), что связано с повышенным потреблением воды.
2. Спорадическая форма развивается у ослабленных детей при нормальной концентрации фтора в питьевой воде (патогенез этой формы не ясен).
3. Профессиональная форма встречается у рабочих ряда производств. Случаи профессионального флюороза отмечены на некоторых алюминиевых заводах Швейцарии (1976—1978), где рабочие электролизных цехов, оснащённых открытыми печами, контактировали с соединениями фтора. Ранее (1932) описаны застарелые случаи профессионального флюороза у рабочих, занятых на криолитном производстве.
4. Ятрогенная форма отмечена при длительном применении с лечебной целью фторсодержащих препаратов, например, при лечении остеопороза.

#### Одонтопатия при флюорозе
Соединения фтора наиболее токсичны для амелобластов, поэтому страдает в первую очередь эмаль, она становится хрупкой вследствие нарушения процессов амелогенеза.
I. Классификация И. Мюллера, рекомендованная ВОЗ (1975), включает пять форм одонтопатии при флюорозе:
- 1 форма (сомнительное поражение) — едва заметные белые крапинки на поверхности зубов.
- 2 форма (очень слабое поражение) — белые матовые пятна занимают до 25% поверхности эмали.
- 3 форма (слабовыраженное поражение) — белые пятна занимают не более 50% поверхности эмали.
- 4 форма (умеренновыраженное поражение) — поражено более 50% поверхности эмали; кроме очагов белого цвета появляются коричневые пятна и истёртости эмали.
- 5 форма (тяжёлое поражение) — изменена вся поверхность эмали; преобладают коричневые пятна, сливающиеся между собой и образующие обширные зоны пигментации; множественные очаги истёртости и эрозии эмали.

II. Классификация одонтопатии при флюорозе по степени поражения:
- I степень (очень слабое поражение) — единичные очень мелкие пятна белого цвета, занимающие не более 1/3 поверхности эмали.
- II степень (слабовыраженное поражение) — пятна белого цвета, занимающие до 1/2 поверхности эмали, встречаются мелкие коричневые пятна.
- III степень (умеренновыраженное поражение) — преобладают крупные, сливающиеся между собой пигментированные пятна (жёлтые, коричневые), охватывающие вместе с очагами белого цвета более 1/2 поверхности эмали (при III степени флюороза деструктивные процессы распространяются на дентин).
- IV степень (тяжёлое поражение) — наличие эрозий эмали (истёртости, открашивающиеся участки).

III. Клинико-морфологические формы одонтопатии при флюорозе:
- Штриховая форма — небольшие меловидные полоски вследствие поражения подповерхностных слоёв эмали. Слияние штрихов приводит к формированию пятна, в котором всё же видны полосы.
- Пятнистая форма — меловидные пятна без полос, множественные, расположенные по всей поверхности зубов, нередко сливающиеся; появляются пятна светло-коричневого цвета. Эмаль в области пятна гладкая, блестящая.
- Меловидно-крапчатая форма — выраженный полиморфизм очагов поражения. Как правило, вся эмаль имеет матовый вид с чётко отграниченными пигментированными пятнами. Иногда эмаль желтоватого цвета с обилием пятен и точек. В некоторых случаях обнаруживаются поверхностные поражения с убылью эмали глубиной 0,1—0,2 мм и диаметром 1,0—1,5 мм. Происходит быстрое стирание эмали с обнажением коричневого дентина.
- Эрозивная форма — на фоне выраженной пигментации эмали образуются обширные эрозии. Также характерно стирание эмали и дентина.
- Деструктивная форма — происходит изменение формы коронок за счёт разрушения и стирания твёрдых тканей. Наблюдается при концентрации фтора в питьевой воде свыше 5 мг/л. Нередко происходит отлом коронок, однако полость зуба не вскрывается, т.к. она частично или полностью замещена иррегулярным дентином.

Микроморфологическая картина. Эмалевые призмы частично разрушаются, расширяются межпризменные пространства, пополнение которых аморфным материалом происходит за счёт резорбирующихся призм. В зоне поражения наблюдается неоднородная минерализация эмали (участки гипоминерализации чередуются с участками гиперминерализации). В дальнейшем усиливаются процессы деминерализации, повышается проницаемость эмали вследствие увеличения объёма микропор (микропространств).

#### Остеопатия при флюорозе
При флюорозе развивается остеосклероз — уплотнение и утолщение костей, огрубение их структуры. Известно, что включение фторидов в схемы лечения остеопороза высокоэффективно.
Макроморфологическая картина. Происходит утолщение костей с образованием периостальных муфт из новообразованной костной ткани. Связки и сухожилия окостеневают в местах их прикрепления к костям. Формируются костные шпоры. Компактное вещество подвергается губчатой трансформации, несмотря на то, что эта вновь образованная костная ткань откладывается с внешней стороны кости. Через края межпозвонковых дисков перекидываются мостики костной ткани. Характерны костные наросты на телах позвонков.
Микроморфологическая картина. В целом микроскопическая картина неспецифична, поэтому необходимо обнаружение повышенной концентрации фтора в костной ткани. Определяются увеличение объёма губчатой кости, кортикальное разрежение, повышение активности остеокластов и усиление резорбции костной ткани. Кость нередко напоминает изменения при болезни Педжета. Встречаются «остеоидные озёра» — области неминерализованного и гипоминерализованного костного матрикса, а также признаки периостеоцитарного остеолиза.

#### Кальциноз мягких тканей при флюорозе
Для флюороза характерен метаболический кальциноз различных органов и тканей, прежде всего связок и сухожилий. При этом содержание кальция в сыворотке крови нормальное. С течением времени может развиться вторичный гиперпаратиреоз, вследствие чего формируется гиперкальциемия и известковые метастазы (метастатический кальциноз).

#### Изменения других тканей при флюорозе
Поражение кожи при флюорозе представлено острой или хронической крапивницей, реже изолированным кожным зудом, себорейным дерматитом и экземой. Характерно поражение ногтей в виде их повышенной ломкости, искривления пластинок, лейконихии, появления борозд Бо—Рейли (поперечных борозд ногтей, или поперечных канавок).
Поражение органов желудочно-кишечного тракта при флюорозе проявляется язвенным стоматитом, запорами и кишечными коликами.
Описаны дистрофические изменения в скелетных мышцах и периферических нервах, что клинически проявляется судорогами (в основном в мышцах бёдер и стоп, чаще по ночам) и парестезиями.

### Клиновидные дефекты
Основная причина появления клиновидных дефектов — механическое воздействие от зубной щётки при неправильной чистке зубов. Образование клиновидных дефектов также связывают с заболеваниями ЖКТ и эндокринной системы, при которых происходит нарушение трофики твёрдых тканей зуба. Дефект образуется медленно, в течение нескольких лет.
Макроморфологическая картина. Клиновидные дефекты локализуются в пришеечной области на вестибулярной поверхности зубов. Как правило, они формируются после обнажения шейки зуба, осложняя, таким образом, пародонтоз. Наиболее выражено поражение на клыках и премолярах, т.е. зубах, выступающих из зубного ряда. Стенки дефекта плотные, блестящие, гладкие. Обычно клиновидные дефекты прогрессируют медленно, при этом их контур не изменяется, не возникает распада и размягчения твёрдых тканей. В проекции дефекта со стороны полости зуба откладывается репаративный дентин. Как правило, поражение захватывает группу зубов. По мере приближения к полости зуба становятся видны её контуры, однако она никогда не вскрывается. Дефект может достигнуть такой глубины, что под влиянием механической нагрузки происходит отлом коронки зуба.
Микроморфологическая картина. Выявляется гиперминерализация дентина в зоне поражения со стенозом и облитерацией канальцев, реактивные изменения пульпы (дистрофия одонтобластов, сетчатая атрофия, фиброз и гиалиноз).

### Эрозия твёрдых тканей зуба
Эрозией твёрдых тканей зуба называют образование на вестибулярной поверхности зуба чашеобразного углубления округло-овальной формы с гладким дном. Дно эрозии желтоватого цвета. Болеют в основном лица среднего возраста. Поражаются не менее двух симметрично расположенных зубов, прежде всего верхние резцы и клыки. Заболевание прогрессирует очень медленно. Эрозию зуба необходимо дифференцировать с поверхностным кариесом (при наличии эрозии характерна активация кариеса).
Стадии болезни: (1) эрозия эмали и (2) эрозия дентина.
Фазы процесса: (1) активная фаза (обострение) и (2) фаза стабилизации (ремиссия).
Микроморфологическая картина. Изменения начинаются в поверхностном слое эмали, где обнаруживаются обширные бесструктурные зоны. Дентин с признаками гиперминерализации и стенозом канальцев.